# Say „Si Si”
Say "Si Si" (oryginalnie: hiszp. Para Vigo Me Voy) – piosenka napisana w 1935 przez kubańskiego kompozytora przez Ernesto Lecuona. Autorem oryginalnego hiszpańskiego tekstu jest Francia Luban, a angielskiego Al Stillman.
Niektóre wykonania: Xavier Cugat (1935), Lecuona Cuban Boys (1937), The Andrews Sisters (1940), Glenn Miller (1940), The Mills Brothers (1953), Pearl Bailey (1954), Lawrence Welk (1957),  Bing Crosby i Rosemary Clooney (1958), Compay Segundo i Carlos Nuñez Muñoz (1996), Alfredo Kraus (1996), Bebo Valdés (2000).
Utwór pojawił się w filmach, m.in. "It Comes Up Love" (1943) (śpiewany przez Glorię Jean i Guadalajara Trio).